# Catarhoe anerythreia
Catarhoe anerythreia är en fjärilsart som beskrevs av Hans Rebel 1923. Catarhoe anerythreia ingår i släktet Catarhoe och familjen mätare. Inga underarter finns listade i Catalogue of Life.